# 피어몬트 (뉴사우스웨일스주)

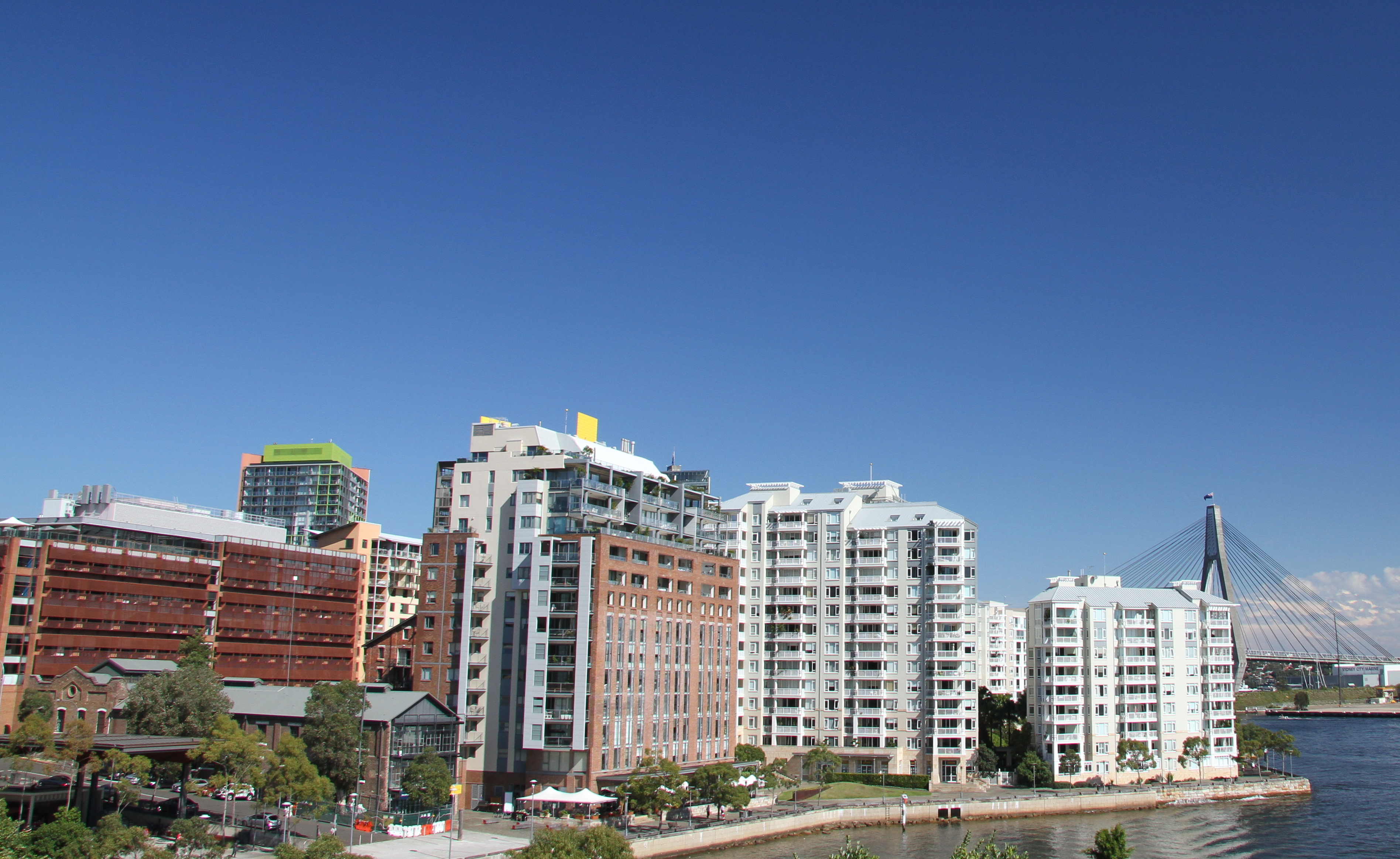

피어몬트(Pyrmont)는 오스트레일리아 뉴사우스웨일스주의 시드니 도심 교외지역이다. 시드니 중심 업무 지구에서 남서쪽으로 2킬로미터 지점에 위치해 있다. 달링 하버 지역의 일부이기도 하다. 2011년 기준으로 오스트레일라에서 가장 인구가 많이 밀집된 교외 지역이다.

## 인구
| 연도 | 인구   | ±%     |
| ---- | ------ | ------ |
| 2001 | 7,861  | —      |
| 2006 | 11,088 | +41.1% |
| 2011 | 11,618 | +4.8%  |
| 2016 | 12,813 | +10.3% |

2016년 기준으로, 피어몬트에는 12,813명이 있다. 36.8%의 인구가 오스트레일리아 출신이다.